# 판교테크노밸리
판교테크노밸리(板橋-, 영어: Pangyo Techno Valley)는 대한민국 경기도 성남시 분당구 삼평동 일대에 조성된 산업 단지이다.

## 같이 보기
- 판교테크노밸리 환풍구 붕괴 사고